# Emil Jeppesen
Emil Ferdinand Jeppesen (født 3. maj 1851 i København, død 20. december 1934 samme sted) var en dansk arkitekt virksom i den nationalromantiske periode. Hans søn Louis Jeppesen var også arkitekt.
Han blev uddannet tømrersvend og på Teknisk Skole i København. I hans hovedværk, sukkerfabrikken i København, blev der anvendt rødt murværk udvendigt og jernbeton i det indre, hvilket var et skridt i retning af moderne fabriksarkitektur.
Han blev gift 1. gang 15. august 1873 i København med Christine Johanne Petrine Lorentzen, (29. oktober 1847 smst. – 11. maj 1884 smst.), datter af skræddersvend, senere skræddermester August Eduard Ferdinand Lorentzen og Andrea Bernhardine Jensen. 2. gang ægtede han 22. juni 1888 i København Louise Dorothea Floor (6. april 1862 smst. – 9. december 1929 smst.), datter af passkriver, senere kreditoplagskasserer Frederik Zeitz Floor og Ida Vilhelmine Swane. Han er begravet på Holmens Kirkegård.

## Værker
- Bedesalen, Christian Winthers Vej, Frederiksberg (1880)
- Studentersamfundets tidl. bygning, senere Handels- og Kontoristforeningen og nu Københavns Universitet, Bispetorvet 1, København (1899-1901, sammen med Carl Thonning, senere ombygget af Gotfred Tvede)
- Nærum gl. Skole, Concordiavej 1-3 (1901, sammen med Louis Jeppesen, senere ombygget)
- Tilbygning til en af De Brock-Bredalske Skoler (Nørrestræde Skole), Randers (1908)
- Sukkerraffinaderiet Phønix, senere De Danske Sukkerfabrikker, Langebrogade 5, Christianshavn, København (1912-13, delvis brændt ved bombeangreb 1943, genopført, delvist nedrevet 1988 og helt ombygget)